# Knauf
Ein Knauf ist ein verdicktes, häufig kugel- oder knopfförmiges End- oder Zwischenstück, beispielsweise an einem Stock, einer Tür oder einem Deckel. Auch bestimmte Formen von Bauteilen werden als „Knauf“ bezeichnet. Das Wort kommt aus dem Mittelhochdeutschen und bedeutete ursprünglich ‚Knopf‘.

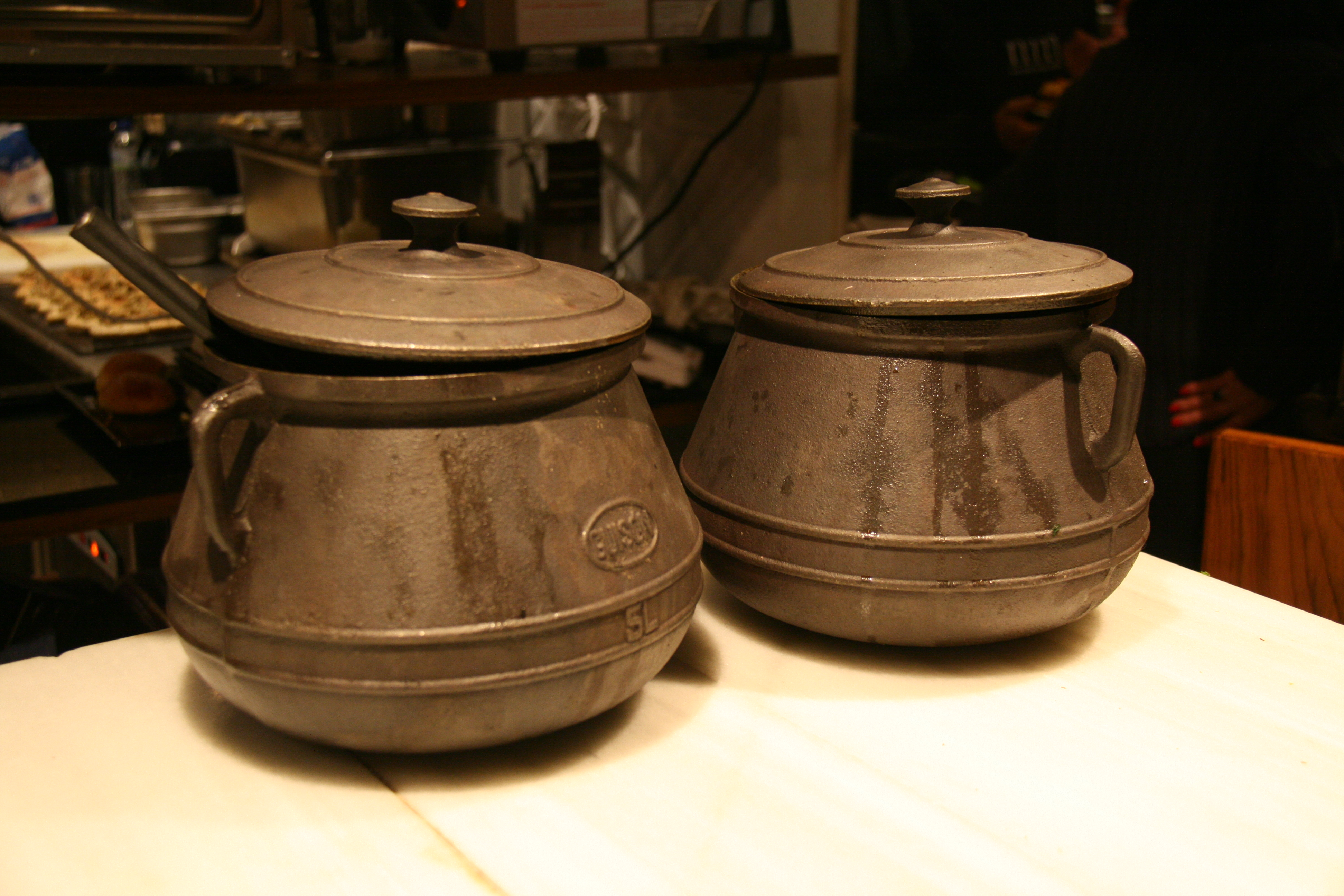
Töpfe mit Deckeln und Knäufen

Ein „Knauf“ findet sich knopfähnlich verdickt insbesondere
- als die Form eines Griffs, so
  - Handknauf einer Stange, eines Spazierstocks oder eines Regenschirms
  - Deckelknauf auf dem verschließenden Deckel eines Topfes, Trinkgefäßes oder Pokals
  - Türknauf zum Öffnen und Schließen von Türen, in den Varianten
    - Drehknauf anstelle einer Türklinke
    - feststehender Knauf, oft auf der Außenseite von Haus- und Wohnungseingangstüren

  - unteres Endstück einer Klingenwaffe, den Griff abschließend
  - eine Hilfe zur Kraftentfaltung, etwa auf einem Stechpaddel, dem Stiel einer Peitsche oder als Schaltknauf auf einer Schaltstange bei einem Kraftfahrzeug mit Schaltgetriebe
- als Säulenknauf oder Kapitell am oberen Abschluss einer Säule oder eines Pfeilers
- als kugelförmiger Turmknauf an der Spitze eines Kirchturms oder Giebels